# Žedno
Žedno (italienska: Zedno) är en ort i Kroatien. Orten har 132 invånare (2011) och tillhör administrativt staden Trogir i Split-Dalmatiens län. 

## Geografi
Žedno är beläget centralt på ön Čiovo, sydöst om Trogirs historiska stadskärna och söder om Mastrinka. Orten gränsar till Okrugs kommun i väster och Slatine i öster.

## Demografi
Av Žednos 132 invånare är 67 kvinnor och 65 män (2011).
| Befolkningsutveckling 1857–2011* Källa: Kroatiska statistiska centralbyrån   | Befolkningsutveckling 1857–2011* Källa: Kroatiska statistiska centralbyrån | Befolkningsutveckling 1857–2011* Källa: Kroatiska statistiska centralbyrån | Befolkningsutveckling 1857–2011* Källa: Kroatiska statistiska centralbyrån | Befolkningsutveckling 1857–2011* Källa: Kroatiska statistiska centralbyrån | Befolkningsutveckling 1857–2011* Källa: Kroatiska statistiska centralbyrån | Befolkningsutveckling 1857–2011* Källa: Kroatiska statistiska centralbyrån | Befolkningsutveckling 1857–2011* Källa: Kroatiska statistiska centralbyrån | Befolkningsutveckling 1857–2011* Källa: Kroatiska statistiska centralbyrån | Befolkningsutveckling 1857–2011* Källa: Kroatiska statistiska centralbyrån | Befolkningsutveckling 1857–2011* Källa: Kroatiska statistiska centralbyrån | Befolkningsutveckling 1857–2011* Källa: Kroatiska statistiska centralbyrån | Befolkningsutveckling 1857–2011* Källa: Kroatiska statistiska centralbyrån | Befolkningsutveckling 1857–2011* Källa: Kroatiska statistiska centralbyrån | Befolkningsutveckling 1857–2011* Källa: Kroatiska statistiska centralbyrån | Befolkningsutveckling 1857–2011* Källa: Kroatiska statistiska centralbyrån |
| ---------------------------------------------------------------------------- | -------------------------------------------------------------------------- | -------------------------------------------------------------------------- | -------------------------------------------------------------------------- | -------------------------------------------------------------------------- | -------------------------------------------------------------------------- | -------------------------------------------------------------------------- | -------------------------------------------------------------------------- | -------------------------------------------------------------------------- | -------------------------------------------------------------------------- | -------------------------------------------------------------------------- | -------------------------------------------------------------------------- | -------------------------------------------------------------------------- | -------------------------------------------------------------------------- | -------------------------------------------------------------------------- | -------------------------------------------------------------------------- |
| 1857                                                                         | 1869                                                                       | 1880                                                                       | 1890                                                                       | 1900                                                                       | 1910                                                                       | 1921                                                                       | 1931                                                                       | 1948                                                                       | 1953                                                                       | 1961                                                                       | 1971                                                                       | 1981                                                                       | 1991                                                                       | 2001                                                                       | 2011                                                                       |
| 171                                                                          | 161                                                                        | 120                                                                        | 146                                                                        | 158                                                                        | 217                                                                        | 375                                                                        | 248                                                                        | 290                                                                        | 296                                                                        | 268                                                                        | 191                                                                        | 136                                                                        | 91                                                                         | 110                                                                        | 132                                                                        |
| *Invånarantalet för åren 1857, 1869 och 1921 inkluderar även orten Arbanija. |                                                                            |                                                                            |                                                                            |                                                                            |                                                                            |                                                                            |                                                                            |                                                                            |                                                                            |                                                                            |                                                                            |                                                                            |                                                                            |                                                                            |                                                                            |